# Studce
Studce jsou vesnice v okrese Nymburk, část obce Loučeň. Nachází se 2 km východně od městyse Loučeň směrem ke Mcelům. Ze západu, severu a východu obklopují osadu rozsáhlé lesy. Poloha na svahu umožňuje výhled do Polabské nížiny. V roce 2006 zde žilo 68 obyvatel.

## Historie
První písemná zmínka o vesnici pochází z roku 1384.
Osídlení lokality je dlouhodobé. Na ostrohu nad vsí je zadokumentováno hradiště lužické kultury. Po třicetileté válce zde zůstalo deset živností, zbývající čtyři byly pusté. V roce 1881 zde byl založen Sbor dobrovolných hasičů. V roce 1896 zde byly vybudovány silnice, mj. ke Mcelům a Jikci, pak i k Loučeni. V restauraci u Riegrů se hrávalo ochotnické divadlo. Obec měla obecního četníka, který byl současně i ponocným. Bylo zde několik později zrušených hostinců. Roku 1912 byly dokončeny úpravy vsi, které zahrnovaly i úpravy hráze rybníka.

### Osídlení a rozvoj
Že se jednalo vždy o nevelkou obec, svědčí i záznamy o počtu stálých obyvatel. V roce 1787 zde bylo 169 lidí v 33 domech, v roce 1930 pak 252 lidí a 62 domů, nyní zde žije 68 lidí v 68 domech.

## Galerie

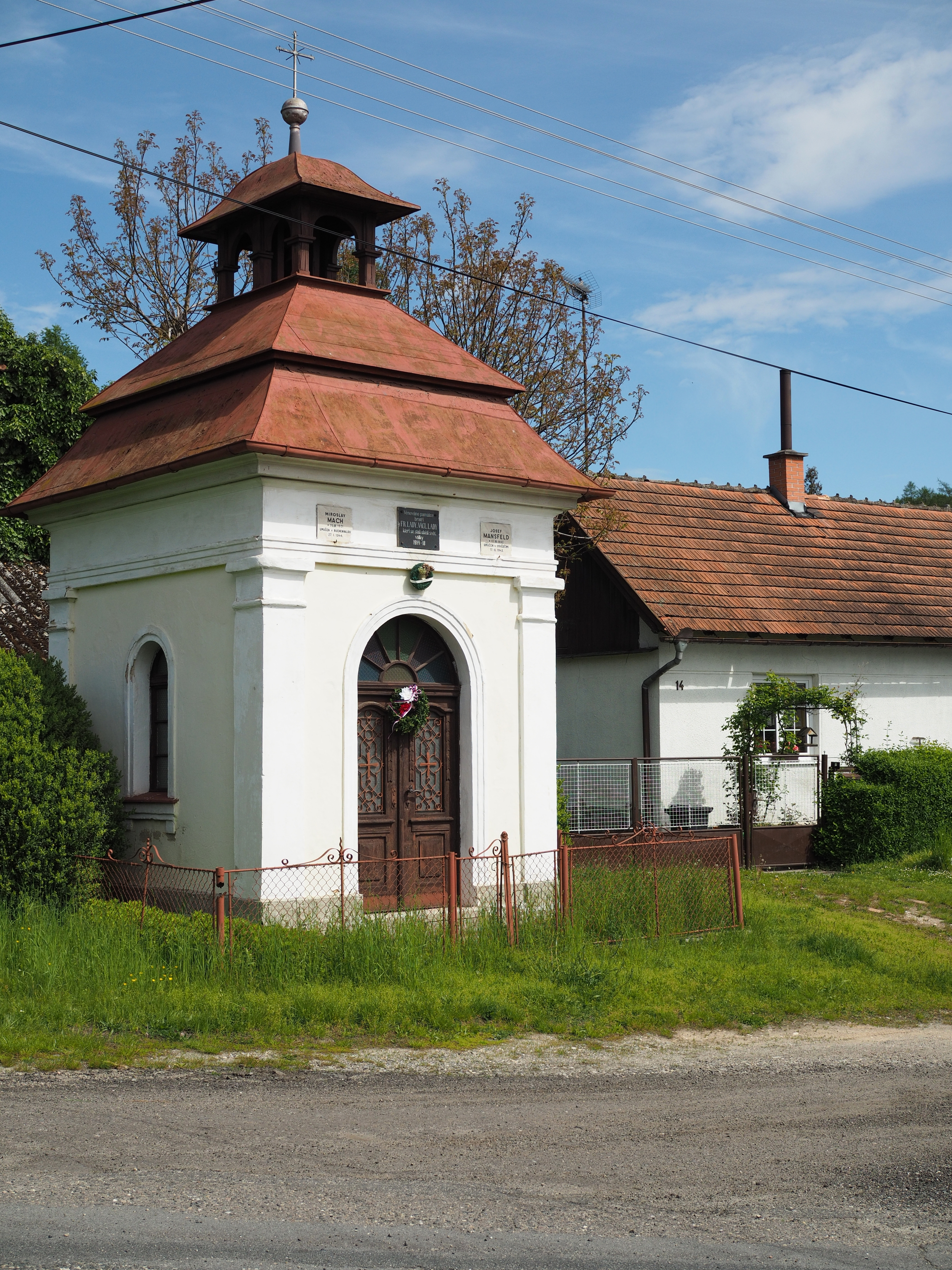
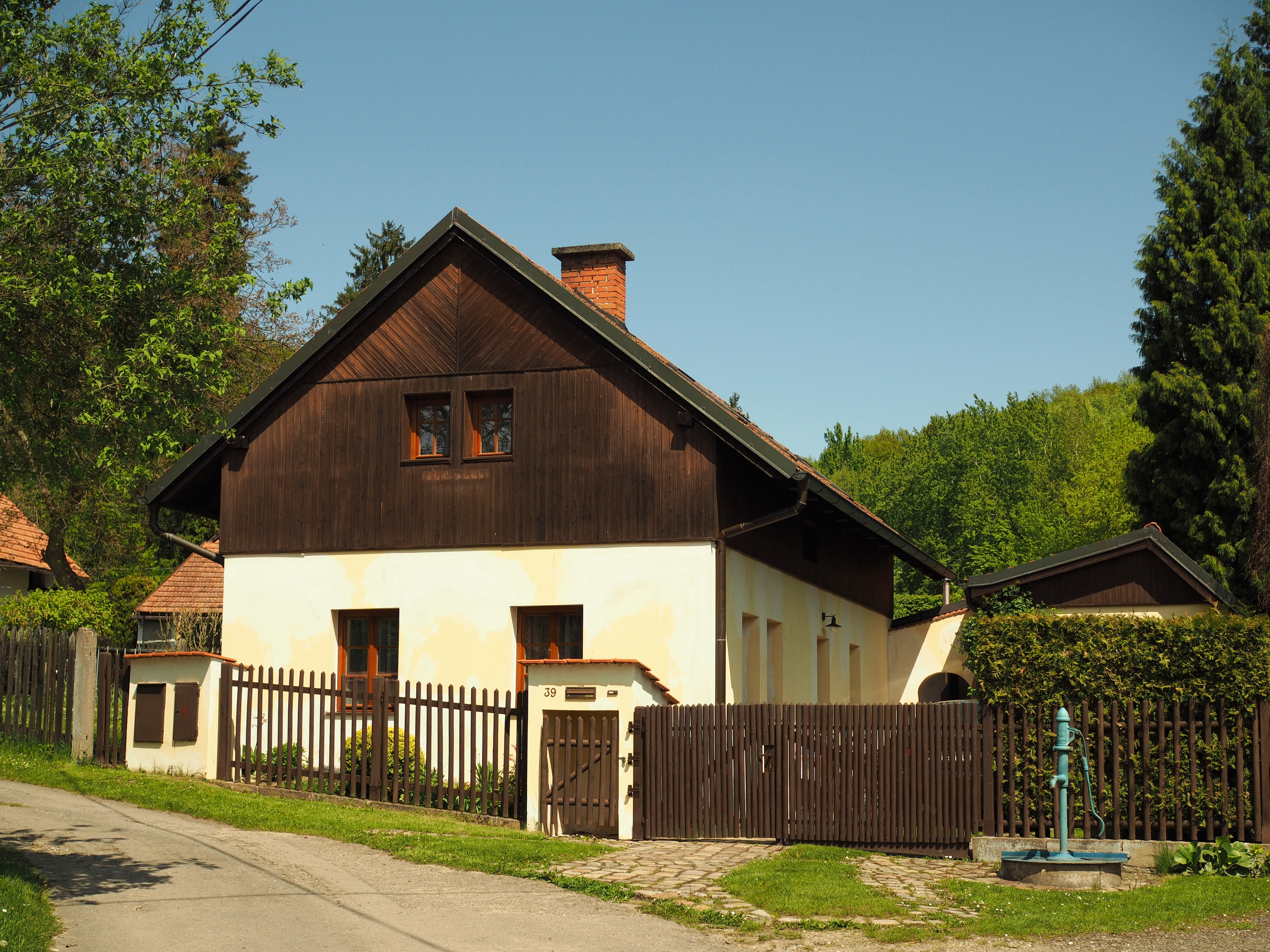
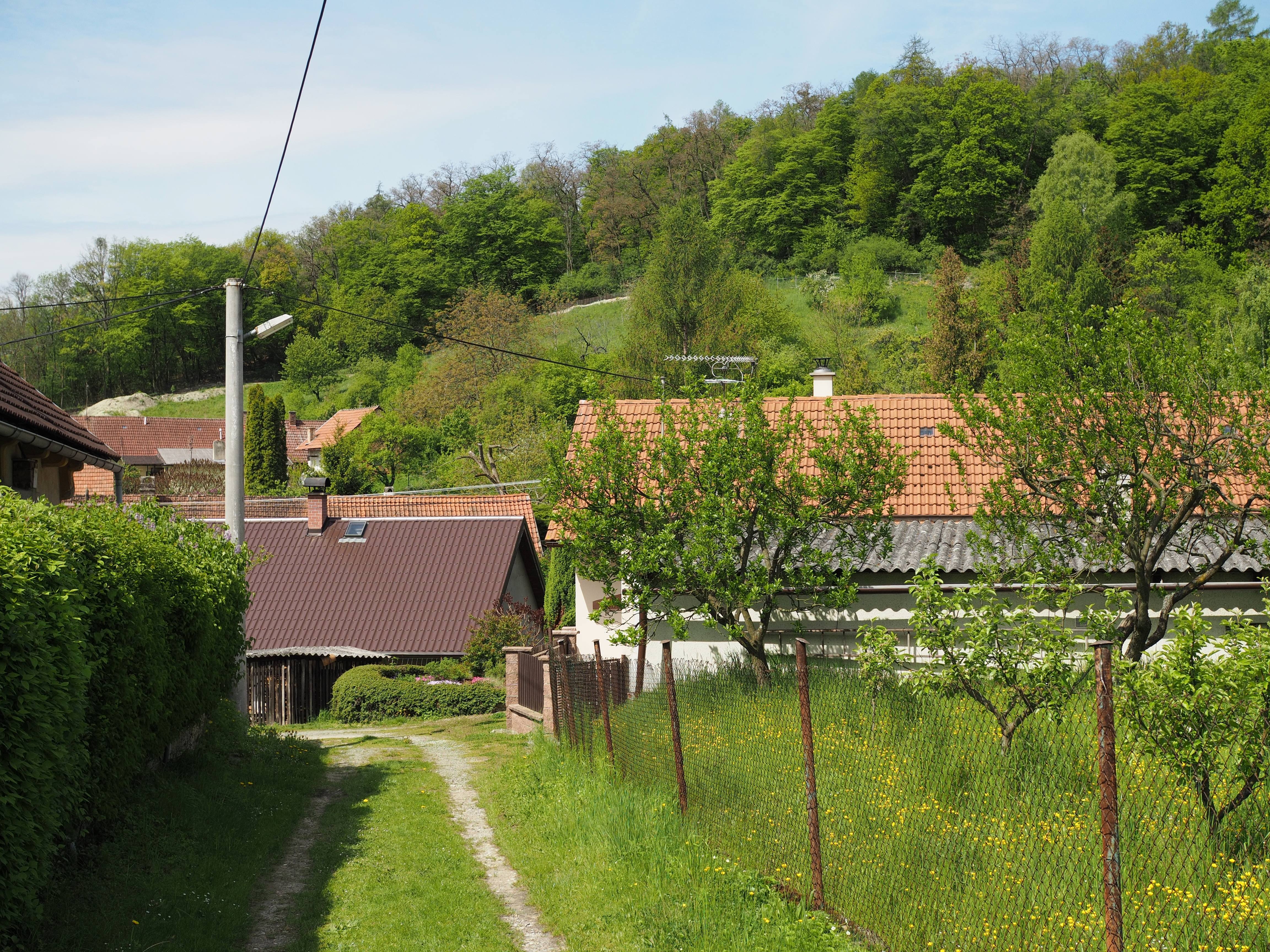
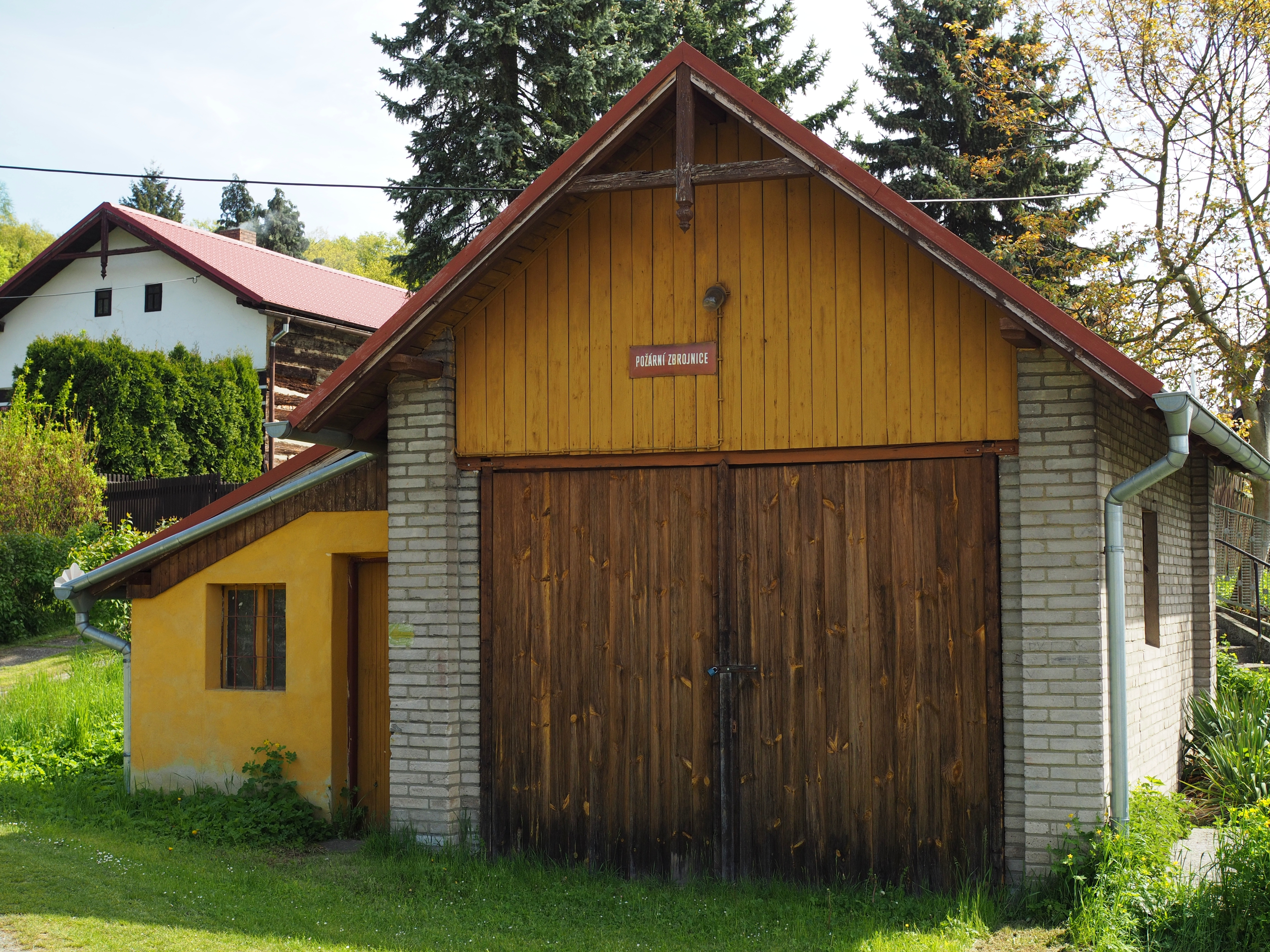
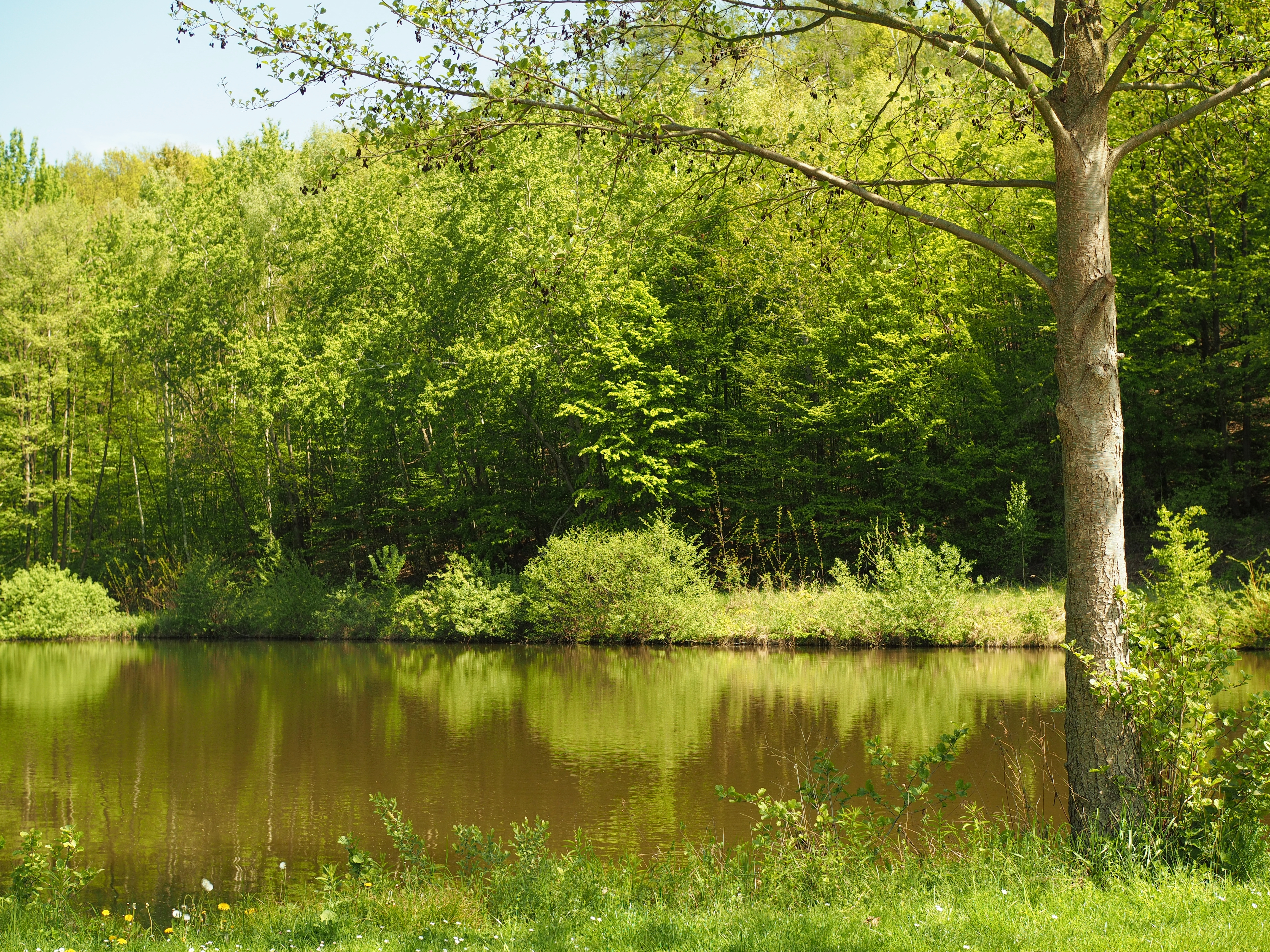

## Pamětihodnosti
K pamětihodnostem patří pískovcový křížek z roku 1875 a kaplička zasvěcená Cyrilu a Metodějovi z roku 1926, oboje na návsi, a pískovcová socha z roku 1886 věnovaná sv. Trojici umístěná pod lesem na východě vesnice. Na domě čp. 32 jsou sluneční hodiny.